# Dat Do (thi tran)
Đất Đỏ is een thị trấn en in het district Đất Đỏ, een van de districten in de Vietnamese provincie Bà Rịa-Vũng Tàu. Đất Đỏ is de hoofdplaats van het district. Đất Đỏ ligt aan de Quốc lộ 55, de nationale weg die Bà Rịa met de stad Bảo Lộc in de provincie Lâm Đồng verbindt.